# 贵州日报
《贵州日报》是中共贵州省委机关报。它创刊于1949年11月28日，当时取名《新黔日报》，1957年改名为《贵州日报》，1967年曾一度改名为《新贵州报》。

## 历史沿革
1949年，由《冀鲁豫日报》抽调的办报班子列入西进支队序列，随解放大军挺进贵州。1949年11月15日贵阳市解放。中国人民解放军贵阳市军事管制委员会文教接管部新闻出版接管处在接管利用原《贵州日报》、《中央日报·贵州版》和中央通讯社设备的基础上，筹办《新黔日报》。
1949年11月28日，《新黔日报》正式创刊，为中共贵州省委机关报，日出对开4版。1949年12月31日，《新黔日报》发行首份号外。1957年1月1日，《新黔日报》正式更名为《贵州日报》。
1966年12月5日，受文化大革命影响，《贵州日报》被迫停刊，改出四开2版的《新闻报道》，只发新华社电稿。1967年1月17日，《贵州日报》被造反派夺权，第三天后以“贵州省革命造反派”名义主办了《新贵州报》。不久改由贵州省无产阶级革命造反总指挥部主办，后又改为贵州省革命委员会机关报。
1971年5月，恢复《贵州日报》报名，实行中共贵州日报社委员会领导下的总编辑负责制。1983年2月，省委决定撤销报社党委会，设立编委会，实行编委会领导下的总编辑负责制。1988年，改总编辑负责制为社长负责制，社长总管全面工作，总编辑集中精力办报，总编辑向社长负责。1990年，建立贵州日报社编辑委员会，由社长兼总编辑，并主持编委会工作。1999年，社长和总编辑职务分设，社长主持全面工作。
2000年1月1日，首次采用对开16版彩印。2004年11月28日，贵州日报报业集团正式挂牌成立。2011年6月26日，贵州日报报业集团传媒有限责任公司正式挂牌成立。2019年2月，贵州省委决定，整合贵州日报社（贵州日报报业集团）和当代贵州杂志社，组建贵州日报报刊社，为省委直属正厅级事业单位，归口省委宣传部领导。2019年10月1日，贵州日报报刊社、贵州日报当代融媒体集团挂牌成立。

## 荣誉
2018年，报纸入选2017年第三届全国百强报纸推荐名单。在人民网发布的《2021全国党报融合传播指数报告》中，下载量位列全国党报第六位。